# Stegozaury (rodzina)
Stegozaury (Stegosauridae) – rodzina roślinożernych dinozaurów posiadających płyty i kolce na grzbiecie i ogonie.

## Wymiary
Długość do około 9 m, waga do około 4 t.

## Pożywienie
Rośliny.

## Występowanie
Stegozaury pojawiły się w jurze i wtedy były najbardziej pospolite. Do kredy przetrwały nieliczne gatunki, np. wuerhozaur.

## Opis
Średniej wielkości czworonożni roślinożercy.
Głowa bardzo mała, mózg słabo rozwinięty.
Od szyi przez cały grzbiet zwykle do ogona zazwyczaj 2 rzędy kostnych płyt lub kolców mogących mieć różne kształty, wielkość, a prawdopodobnie i kolor.
Kończyny tylne o wiele dłuższe od przednich. Bardzo długi i potężny ogon stanowiący często połowę długości całego zwierzęcia, zaopatrzony na końcu w dodatkowe kolce. Rzadko kolce na kończynach.

## Zachowanie i zwyczaje
Stegozaury nie grzeszyły zbytnią inteligencją. Ich umieszczony w niewielkiej głowie mózg był tak mały, że za ruchy ogona odpowiadały już ośrodki mieszczące się nie w nim, ale w tylnej części układu nerwowego. Życie upływało im na pasaniu się wśród raczej niskiej roślinności, a być może także na wygrzewaniu się na słońcu, ogrzewając się szybko dzięki dużej powierzchni pochłaniającej promieniowanie słoneczne płyt.
Zwierzęta te nie były jednak wystawione na łaskę drapieżników. W razie ataku ich grzbiet chroniły ostre kolce, mogące zniechęcić potencjalnego agresora. Jeśli ten mimo wszystko podjął się niebezpiecznego zadania, stegozaurom pozostawało jeszcze użyć zaopatrzonego w wielkie kolce ogona przeznaczonego specjalnie do dźgania tymi kolcami atakujące teropody.
Poza tym możliwe jest, że samce współzawodniczyły o względy samic, prezentując swe jaskrawo ubarwione płyty. Właściciel najokazalszych jako pierwszy lub nawet jedyny przystępował do rozrodu.

## Rodzaje
(do rodziny stegozaurów należą prawie wszystkie rodzaje infrarzędu stegozaurów):
- Dacentrur
- Kentrozaur
- Leksowizaur
- Lorikatozaur
- Stegozaur
- Tuodziengozaur
- Wuerhozaur

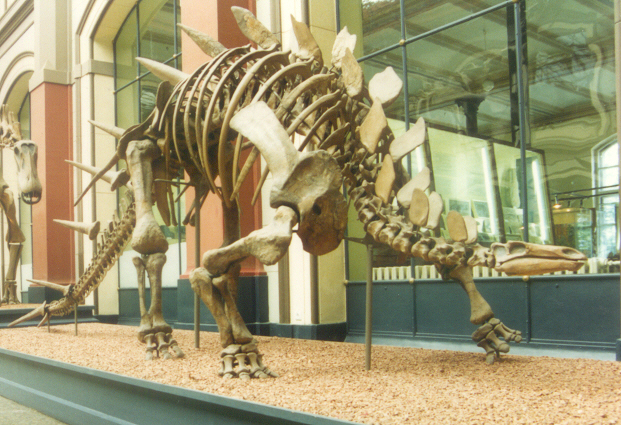
Szkielet Kentrozaura
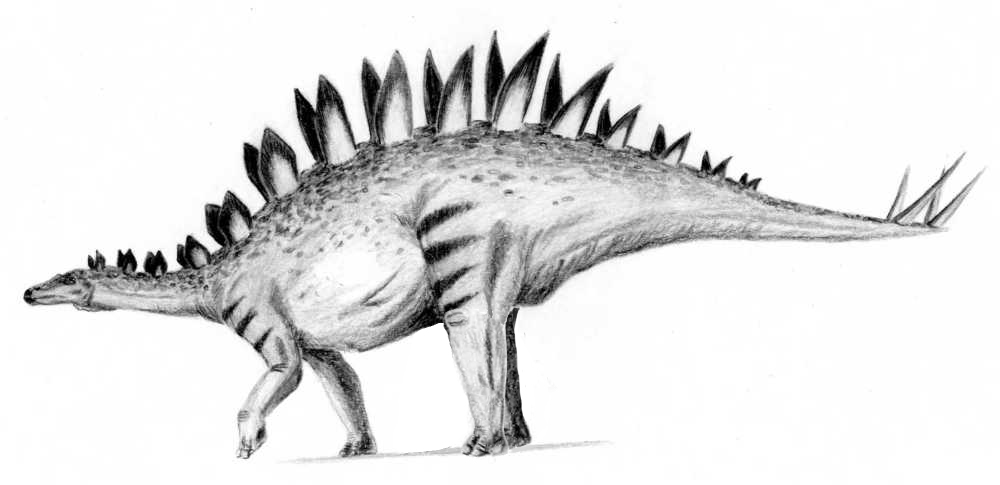
Tuodziengozaur